# Svostrup Sogn
Svostrup Sogn er et sogn i Silkeborg Provsti (Århus Stift).
I 1800-tallet var Svostrup Sogn anneks til Grønbæk Sogn. Grønbæk hørte til Lysgård Herred, Svostrup til Hids Herred, begge i Viborg Amt. De to sogne udgjorde Grønbæk-Svostrup sognekommune, men senere blev de to selvstændige sognekommuner. Ved kommunalreformen i 1970 blev Grønbæk indlemmet i Kjellerup Kommune, Svostrup i Gjern Kommune. Begge disse storkommuner indgik ved strukturreformen i 2007 i Silkeborg Kommune.
I Svostrup Sogn ligger Svostrup Kirke og hovedgårdene Allinggård og Alling Skovgård. I middelalderen lå Alling Kloster ved Alling Sø.
I sognet findes følgende autoriserede stednavne:
- Alling Sø (vandareal)
- Allinggård Skov (areal)
- Asmildgårde (bebyggelse)
- Borup (bebyggelse, ejerlav)
- Dalsgårde (bebyggelse, ejerlav)
- Grauballe (bebyggelse, ejerlav)
- Hovedgården Grauballegård
- Grauballe Østermark (bebyggelse)
- Nebel (bebyggelse, ejerlav) – Grauballemanden blev fundet i Nebel Mose 26. april 1952
- Svostrup (bebyggelse, ejerlav)